# Лихарев, Николай Николаевич
Никола́й Никола́евич Ли́харев (5 октября 1865 — 25 ноября 1941 или 1943) — член IV Государственной думы от Саратовской губернии.

## Биография
Православный. Из потомственных дворян Рязанской и Саратовской губерний. Землевладелец Сердобского уезда (796 десятин при сельце Уваровке).
По окончании Императорского училища правоведения в 1887 году, состоял кандидатом на судебные должности при Саратовском окружном суде. Затем был земским начальником 8-го участка Сердобского уезда (1891—1906) и непременным членом Саратовского губернского присутствия по судебной части (1906—1910).
В течение нескольких трехлетий избирался гласным Сердобского уездного и Саратовского губернского земских собраний, а также почетным мировым судьей по Сердобскомѵ уезду. В 1911 году вышел в отставку, дослужившись до чина действительного статского советника. Лично вел хозяйство в своем имении. Был холост.
В 1912 году был избран членом Государственной думы от Саратовской губернии. Входил во фракцию правых. Состоял членом комиссий: по запросам, по Наказу, по судебным реформам и об охоте. 3 декабря 1913 года сложил полномочия члена ГД. На его место был избран П. С. Иконников-Галицкий.
В 1913 году вступил в Русское собрание. После Октябрьской революции участвовал в Белом движении.
В эмиграции в Югославии. Сотрудничал в газете «Новое время».
Скончался в 1941 году в Огулине (по другим сведениям — в 1943-м). Похоронен на Новом кладбище Белграда.